# Starzyce (powiat stargardzki)
Starzyce (do 1945 niem. Woltersdorf) – wieś w Polsce położona w województwie zachodniopomorskim, w powiecie stargardzkim, w gminie Chociwel, na Pojezierzu Ińskim, położona 4 km na południowy wschód od Chociwla (siedziby gminy) i 24 km na północny wschód od Stargardu (siedziby powiatu).
W latach 1946–1998 miejscowość należała administracyjnie do województwa szczecińskiego.
Według danych z 2011 roku wieś liczyła 330 mieszkańców.

## Zabytki
- park pałacowy, pozostałość po  pałacu[5].